# Hemington
Hemington is een civil parish in het bestuurlijke gebied Mendip, in het Engelse graafschap Somerset met 640 inwoners.